# Michael Reuder
Michael Reuder (* 9. August 1821 in Bamberg; † 8. Dezember 1882 in Günzburg) war ein bayerischer Verwaltungsjurist.

## Werdegang
Reuder studierte von 1843 bis 1846 Rechte an der Universität Würzburg. Er war am kgl. Kreis- und Stadtgericht Bamberg tätig, dann von 1850 bis 1857 bei den Landgerichten Kirchenlamitz, Rehau, Hollfeld und Weismain. 1862 wurde er als Bezirksamtassessor nach Staffelstein versetzt. Ab 10. März 1870 war er Bezirksamtmann in Günzburg.